# Pseudorhombus
Pseudorhombus is een geslacht van straalvinnige vissen uit de familie van schijnbotten (Paralichthyidae). Het geslacht is voor het eerst wetenschappelijk beschreven in 1862 door Bleeker.

## Soorten
- Pseudorhombus annulatus Norman, 1927
- Pseudorhombus argus Weber, 1913
- Pseudorhombus arsius (Hamilton, 1822)
- Pseudorhombus binii Tortonese, 1955
- Pseudorhombus cinnamoneus (Temminck & Schlegel, 1846)
- Pseudorhombus ctenosquamis (Oshima, 1927)
- Pseudorhombus diplospilus Norman, 1926
- Pseudorhombus dupliciocellatus Regan, 1905
- Pseudorhombus elevatus Ogilby, 1912
- Pseudorhombus javanicus (Bleeker, 1853)
- Pseudorhombus jenynsii (Bleeker, 1855)
- Pseudorhombus levisquamis (Oshima, 1927)
- Pseudorhombus malayanus Bleeker, 1865
- Pseudorhombus megalops Fowler, 1934
- Pseudorhombus micrognathus Norman, 1927
- Pseudorhombus natalensis Gilchrist, 1904
- Pseudorhombus neglectus Bleeker, 1865
- Pseudorhombus oculocirris Amaoka, 1969
- Pseudorhombus oligodon (Bleeker, 1854)
- Pseudorhombus pentophthalmus Günther, 1862
- Pseudorhombus polyspilos (Bleeker, 1853)
- Pseudorhombus quinquocellatus Weber & de Beaufort, 1929
- Pseudorhombus russellii (Gray, 1834)
- Pseudorhombus spinosus McCulloch, 1914
- Pseudorhombus tenuirastrum (Waite, 1899)
- Pseudorhombus triocellatus (Bloch & Schneider, 1801)